# اختاپوس تقلیدگر
اختاپوس تقلیدگر یا اختاپوس مقلد (انگلیسی: Mimic octopus) گونه‌ای از هشت‌پا در منطقه هند و اقیانوس آرام است. مانند دیگر اختاپوس‌ها، از کروماتوفورهای خود (سلول‌های رنگدانه‌ای) برای مخفی کردن یا استتار خود با پس‌زمینه‌اش استفاده می‌کند. با این حال، قابل توجه است که قادر به جعل هویت طیف گسترده‌ای از جانوران دریایی دیگر است. اگرچه بسیاری از جانوران برای جلوگیری از شکار از محیط خود یا جانوران دیگر تقلید می‌کنند، اختاپوس تقلیدگر و خویشاوند نزدیکش وندرپوس تنها جانورانی هستند که به‌طور فعال از چندین جانور تقلید می‌کنند تا از شکارچیان فرار کنند.

## زیستگاه

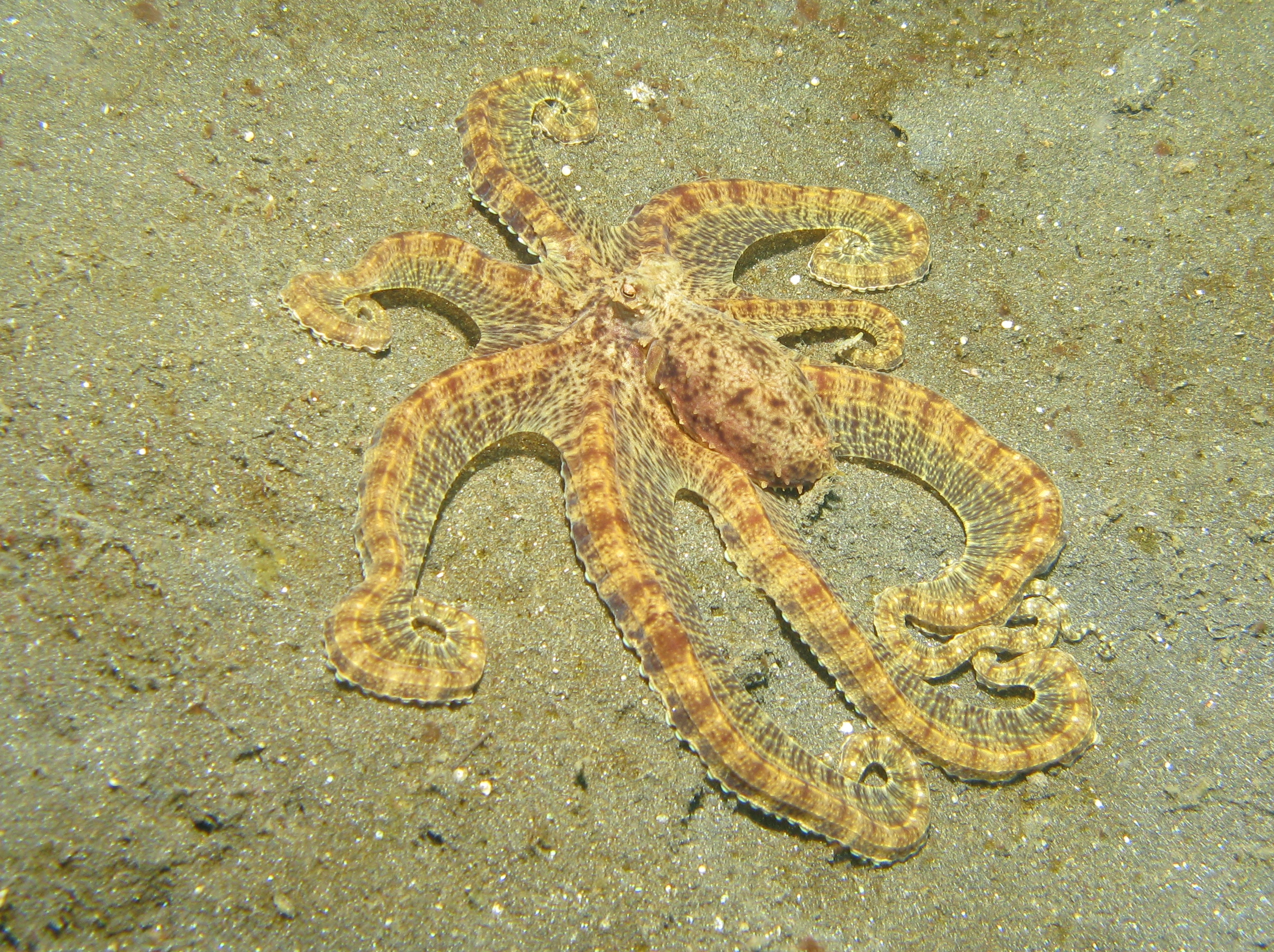
اختاپوس تقلید‌گر

اختاپوس تقلیدگر نخستین بار در سواحل سولاوسی اندونزی در سال ۱۹۹۸ در پایین دهانه یک رودخانه گل آلود کشف شد. از آن زمان مشخص شده‌است که در اقیانوس هند و اقیانوس آرام زندگی می‌کند، در دریای سرخ و دریای عمان در غرب تا کالدونیای جدید در شرق، و خلیج تایلند و فیلیپین در شمال تا دیواره بزرگ مرجانی نیز یافت شده‌است. عمدتاً در مناطقی با ماسه یا گل و لای در اعماق کمتر از ۱۵ متر (۴۹ فوت) یافت می‌شود. با رنگ طبیعی قهوه‌ای بژ خود.

## استتار
شاید چشمگیرترین نوع استتار، اختاپوس تقلیدگر باشد. این اختاپوس که در سال ۱۹۹۸ در اندونزی کشف شد، مانند دیگر اختاپوس‌ها از صخره‌های اطراف، صخره‌ها و جلبک‌های دریایی الگوبرداری نمی‌کند، بلکه خود را به‌عنوان جانوران دیگری که شکارچیان تمایل دارند از آنها اجتناب کنند، نشان می‌دهد و هویت آنها را جعل می‌کند. با انحراف بدن، مرتب کردن بازوها و اصلاح رفتارش، ظاهراً می‌تواند به طیف گسترده‌ای از جانوران سمی تبدیل شود. شیرماهی، کفی نواری و مارهای دریایی از جمله مواردی هستند که در آن خودنمایی می‌کند.
دانشمندان حتی گمان می‌کنند که اختاپوس تقلیدگر، موجودی را برای جعل هویت بر اساس آنچه در آن منطقه زندگی می‌کند، انتخاب می‌کند و یکی را انتخاب می‌کند که بزرگ‌ترین تهدید برای شکارچی بالقوه‌اش باشد. به عنوان مثال، هنگامی که یک اختاپوس تقلیدگر مورد حمله دوشیزه‌ماهی قرار گرفت، خود را به عنوان یکی از شکارچیان آنها، یک مار دریایی نواری، درآورد.
اختاپوس‌های تقلیدگر در حال تقلید از گونه‌های مختلف جانوران مشاهده شده‌است، برخی از جانوران بیشتر از دیگران تقلید می‌شوند. از جانورانی که تقلید شده‌اند عبارتند از خروس‌ماهی (اختاپوس بازوهای خود را به صورت شعاعی بیرون می‌کشد تا خارهای ماهی را تقلید کند)، مار دریایی (۶ بازو خود را پنهان می‌کند، ۲ بازوی باقی مانده را به موازات یکدیگر نگه می‌دارد) عروس دریایی (با باد کردن  گوشته و دنبال کردن بازوهایش در پشت آن). تقلید اختاپوس از کفشک‌ماهی ممکن است چهره ترجیحی آن باشد. اختاپوس مقلد نه تنها از توانایی خود برای دفاع در برابر شکارچیان استفاده می‌کند، بلکه از تقلید پرخاشگر برای نزدیک شدن به طعمه محتاط نیز استفاده می‌کند.